# Micro-DVI

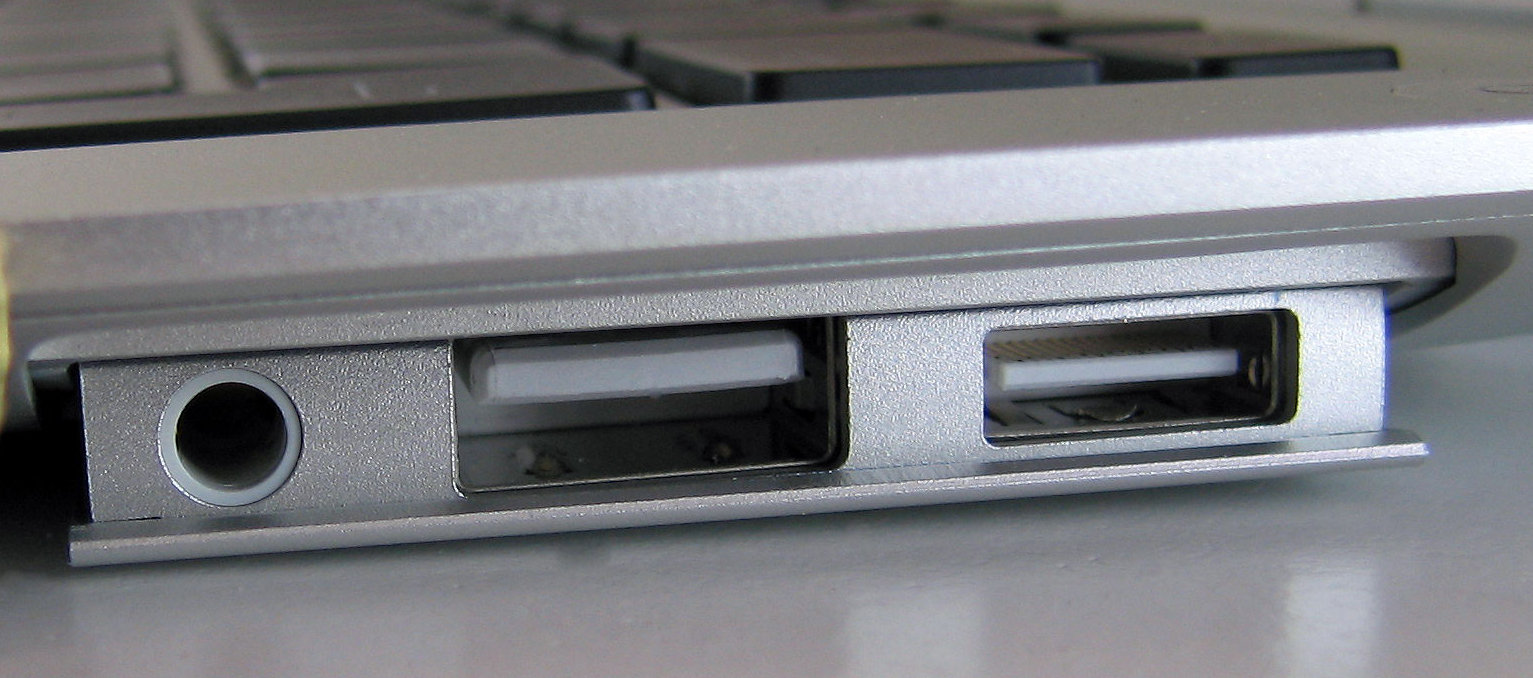
Een MacBook Air met aan de rechterkant een Micro-DVI-aansluiting.

Micro-DVI is een aansluiting voor video-signalen die gebruikt werd in de eerste generatie MacBook Air en de Asus U2E. De aansluiting is kleiner dan een Mini-DVI-aansluiting. Ook draagt het alleen een digitaal signaal.
Bij de MacBook Air werden een adapter voor Micro-DVI naar DVI en een adapter voor Micro-DVI naar VGA bijgeleverd.
Sinds de tweede revisie van de eerste generatie van de MacBook Air is de aansluiting vervangen door Mini DisplayPort.